# Бзинце под Јаворином
Бзинце под Јаворином (слч. Bzince pod Javorinou) насељено је мјесто са административним статусом сеоске општине (слч. obec) у округу Ново Место на Ваху, у Тренчинском крају, Словачка Република.

## Становништво
| Година:    | 1994. | 2004.   | 2014.   | 2024.   |
| ---------- | ----- | ------- | ------- | ------- |
| Број људи: | 1997  | 2043    | 2097    | 2024    |
| Разлика:   |       | +2,30 % | +2,64 % | -3,48 % |

| Година:    | 2023. | 2024.   |
| ---------- | ----- | ------- |
| Број људи: | 2014  | 2024    |
| Разлика:   |       | +0,49 % |

Према подацима о броју становника из 2024. године насеље је имало 2024 становника.